# Моррисон, Стерлинг

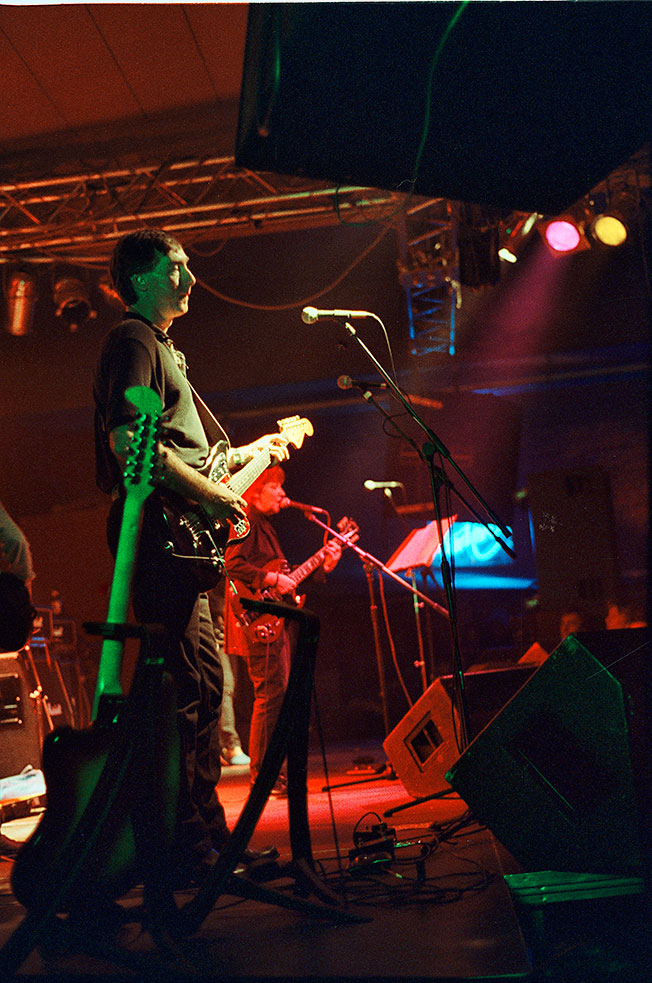
Sterling Morrison & Maureen Tucker (Augsburg, Germany, 1992)

Холмс Стерлинг Моррисон-младший (англ. Holmes Sterling Morrison, Jr.; 29 августа 1942, Ист-Медоу, Нью-Йорк — 30 августа 1995, Покипси, Нью-Йорк) — американский рок-музыкант. Известен как участник рок-группы The Velvet Underground, в которой обычно исполнял партии соло-гитары, иногда бас-гитары и бэк-вокала.

## Биография
Был старшим из шести детей в семье, детство его прошло на Лонг-Айленде.
Моррисон специализировался в области английского языка и искусств в Сиракузском университете, именно там он познакомился с Лу Ридом, сотрудник английский студент. Хотя оба они джемовали вместе, они разошлись после того как Моррисон бросил учёбу, а Рид окончил институт в 1964 году. Они снова встретились в Нью-Йорке в 1965 году. К этому времени, Рид встретил Джона Кейла и был заинтересован в создании группы, поэтому, когда они повстречали Моррисона, он был приглашён.
Моррисон в основном играл гитарные партии на первых двух альбомах группы, хотя, когда Кейл — номинальный басист группы — играл партии альта или клавишных, Моррисон часто подменял его на басу. Хотя Моррисон был опытным басистом, он не любил играть на этом инструменте.
После того как Кейл покинул группу в 1968 году, Моррисон всегда играл на гитаре. В группе не было чёткого закрепления партий «соло-» или «ритм-» гитары, поэтому как Рид так и Моррисон делили соло-партии между собой во время пребывания Джона Кейла в группе. Начиная с третьего альбома соло взял на себя Моррисон, а Рид — вокальные партии и партии ритм-гитары.
В 1970 году, когда группа вернулась в Нью-Йорк, чтобы играть в течение всего лета в Max’s Kansas City. Моррисон воспользовался возможностью довершить своё обучение. В 1971 году он учился в Университете штата Техас в Остине, где он получил степень доктора философии по медиевистике.
Он сыграл свой последний концерт с группой 21 августа в Хьюстоне. Когда пришло время возвращаться в Нью-Йорк, Моррисон упаковал пустой чемодан и сопровождал их до аэропорта, пока, наконец, не сказал всем, что остаётся жить в Техасе и покидает группу.
После ухода из Velvet Underground, музыкальная карьера Моррисона в основном ограничивается неофициальными сессиями в своё удовольствие, хотя он играл в нескольких техасских группах, в первую очередь The Bizarros.
Пребывание Моррисона в столице штата Техас сделало его уважаемым и почитаемым участником местного музыкального сообщества. В конце 1970-х Моррисон вновь играл с Кейлом.
Скончался 30 августа 1995 года в городе Покипси (в нём и похоронен), штат Нью-Йорк, не дожив несколько месяцев до церемонии посвящения группы «The Velvet Underground» в Зал славы рок-н-ролла. На церемонии Кэйл, Рид и Такер исполнили песню «Last Night I Said Goodbye To My Friend», которую посвятили Моррисону. После его смерти осталась жена Марта, двое детей и престарелые родители.

## Дискография
Синглы
- «All Tomorrow’s Parties» / «I’ll Be Your Mirror» (1966)
- «Sunday Morning» / «Femme Fatale» (1966)
- «White Light/White Heat» / «Here She Comes Now» (1968)
- «What Goes On» / «Jesus» (промо, 1969)
- «Who Loves the Sun» / «Oh! Sweet Nuthin'» (1971)
- «Foggy Notion» / «I Can’t Stand It» (промо, 1985)
- «Venus in Furs» / «I’m Waiting for the Man» (live, 1994)

Альбомы
- The Velvet Underground & Nico (1967)
- White Light/White Heat (1968)
- The Velvet Underground (1969)
- Loaded (1970)
- Live at Max’s Kansas City (1972)
- Live MCMXCIII (1993)

Архивные материалы
- 1969: The Velvet Underground Live (1974)
- VU (1985)
- Another View (1986)
- Chronicles (1991)
- Peel Slowly and See (сборник, 1995)
- Bootleg Series Volume 1: The Quine Tapes (live, 2001)
- The Very Best of the Velvet Underground (2003)

Другие исполнители
- Nico — Chelsea Girl (1967)
- Luna — Bewitched (1994)
- Морин Такер — Dogs Under Stress (1994)
- Inside the Dream Syndicate Vol.III: Stainless Steel Gamelan (Table of the Elements 2002)